# Бульвар Лоопеалсе
Бульва́р Ло́опе́алсе (эст. Loopealse puiestee) — улица в районе Ласнамяэ города Таллина, столицы Эстонии. Основана в 1991 году.

## География
Пролегает в одноимённом микрорайоне. Расположена между Нарвским шоссе и улицей Лавамаа, проходит почти перпендикулярно им. Пересекается с улицей Меэлику. Протяжённость — 276 м. Общественный транспорт по улице не курсирует.

## История
Улица получила своё название 5 апреля 1991 года, когда на основе бывшего IX микрорайона Ласнамяэ началось создание нового таллинского микрорайона  Лоопеалсе.
В сентябре 2003 года на улице состоялась закладка краеугольного камня в строительство церкви иконы Божией Матери «Скоропослушница». Строительство шло с перерывами почти 10 лет и было завершено в 2013 году. По состоянию на июль 2025 года храм, его колокольня и часовня являлись единственными строениями, имеющими регистровый адрес бульвара Лоопеалсе (бульвар Лоопеалсе, 8). 
Согласно «Генеральному плану жилых зон Ласнамяэ», утверждённому решением Таллинского горсобрания № 238 от 21 октября 2010 года, данный объект недвижимости находится в зоне общественных и социальных объектов, где могут располагаться детские сады, учреждения образования, науки, здравоохранения, социального обеспечения, службы эксплуатации, религиозные, научные, культурные и спортивные учреждения, а также парковки, связанные с досугом и отдыхом. В 2021 году Таллинскому департаменту городского планирования была подана заявка на получение условий проектирования для строительства здания Духовно-просветительского центра (эст. Vaimse valgustuse keskus) на восточном незастроенном участке этого объекта недвижимости. Согласно § 125 (5) Закона о планировании, орган местного самоуправления может без разработки детального плана разрешить возведение или расширение одного здания и обслуживающих его сооружений на недвижимом имуществе, расположенном между существующими зданиями, если: 1) здание вписывается в сложившуюся среду территории по объёму и назначению с учетом типа зданий на данной территории; 2) общие условия использования и застройки соответствующей территории определены в генеральном плане, включая условия, которые легли в основу условий проектирования, и возведение или расширение здания не противоречит другим условиям, определенным в генеральном плане. Разрешение на строительство Духовно-просветительского центра было выдано 9 декабря 2022 года.